# Bavia gabrieli
Bavia gabrieli là một loài nhện trong họ Salticidae.
Loài này thuộc chi Bavia. Bavia gabrieli được Alberto Barrion miêu tả năm 2000.